# Paolo Cappa
Paolo Cappa (Genova, 19 febbraio 1888 – Roma, 26 giugno 1956) è stato un giornalista e politico italiano.
Dal 1915 al 1923 fu direttore del quotidiano L'Avvenire d'Italia.

## Biografia
Cappa nasce a Genova il 19 febbraio 1888, da Francesco e Maria Forzani, comincia a fare giornalismo nel "Letimbro", nel "Momento" di Torino e nel "Cittadino" di Genova mentre si laurea in giurisprudenza a Genova nel 1908 a 21 anni. Nel 1919 partecipa alle fasi di costituzione del Partito Popolare Italiano e diventa direttore de L'Avvenire d'Italia di Bologna dal 1915 al 1923. Viene eletto nel PPI alla Camera dei deputati e rieletto nel 1921 e nel 1924. A 38 anni nel 1926 viene espulso dal parlamento come antifascista ed emarginato dalla politica intraprende la carriera di avvocato. Durante la seconda guerra mondiale mantiene i contatti con Achille Pelizzari ed Emilio Taviani e nel 1945 rientra in politica a 57 anni dopo un ventennio di lontananza dalle scene. 
Membro del parlamento nella Democrazia Cristiana, fa parte dell'Assemblea Costituente, partecipando attivamente alla redazione della Costituzione italiana. È sottosegretario di Stato alla Presidenza del Consiglio dei ministri nel governo De Gasperi II e III. In seguito ricopre l'incarico di Ministro della marina mercantile nel IV e nel VII Governo De Gasperi. Si occupa della riorganizzazione del sistema dei trasporti, in particolare a livello dei porti e degli aeroporti, considerati fulcro vitale per il rilancio dell'economia del dopoguerra. Senatore della prima legislatura repubblicana, muore a Roma nel 1956, all'età di 68 anni, durante lo svolgimento della II legislatura. Il suo posto venne successivamente occupato da Luigi Durand de la Penne.